# Quad data rate
 (mai 2023).
Si vous disposez d'ouvrages ou d'articles de référence ou si vous connaissez des sites web de qualité traitant du thème abordé ici, merci de compléter l'article en donnant les références utiles à sa vérifiabilité et en les liant à la section « Notes et références ».

Comparaison des moments de transfert des données en single data rate, double data rate et quad data rate.

Un bus informatique ou une mémoire vive quad data rate, ou quad pumped, est un bus informatique ou une mémoire vive qui effectue quatre transferts de donnée à chaque cycle d'horloge.
Intel fut la première compagnie à utiliser cette technique pour le FSB de ses processeurs Pentium 4 (Williamette) en novembre 2000. 
Pour doubler le débit par rapport à la technique double data rate, le bus ou la mémoire utilise un deuxième signal d'horloge décalé d'un quart de cycle d'horloge par rapport au premier.